# Paphinia neudeckeri
Espèce
Paphinia neudeckeri Jenny est une espèce de plantes à fleurs de la famille des Orchidaceae (les orchidées) et appartenant à la sous-tribu des Stanhopeinae.
C'est une plante proche de Paphinia herrerae.

## Étymologie
Nommée en l’honneur du Dr Tilman Neudecker, professeur à l’Institut de pharmacologie et de toxicologie de l’université de Würzburg (Allemagne).

## Diagnose
Herba epiphytica bulbis ovalibus leviter compressis sursum conoideis, bifolia, 3-4 cm longa et 2-3 cm lata. Folia textura mollia, plicata, lanceolata et acuminata, 20-25 cm longa et 3 cm lata. Inflorenscentia impendens vel oblique e basi ascendens, 2-5 flora, usque 15 cm longa. Bracteae angustae, longae, acuminatae, ab inflorescentia distantes, 1 cm longae et 0.5 cm latae. Ovarium c. 5 cm longum. Flores columna supra labellum, tenelli et fragiles, 8-12 cm diametro, saepe vix aperti. Sepala et petala lanceolata, acuminata. Sepalum dorsale 6 cm longum et 1.8 cm latum explanatum, lobi laterales parallele incurvati apice acuto prorsum spectans. Lobus anterior obtuse triangularis tertio parte anteriore margine dense piloso tentaculis 5 mm longis. Media parte inter lobos laterales callus erectus duobus pilis binis usque 5 mm longis erectis vel patentibus supra incrassatis. Columna gracilis lenites flexa apice aliquantum alata. Dua pollinia, cuneata, 2 mm longa superficie scabra, stipitibus 3 mm longis tertio parte superiore leviter compressa.
- Jenny. Die Orchidee 34(5): 191. 1983.

## Répartition et biotope
Équateur et Colombie.
La plante type a été découverte en 1982 entre Tena et Baeza, dans le département d'Oriente en Équateur à 1200 m d'altitude.

## Culture
Aucune information disponible.